# Muskelfibrille

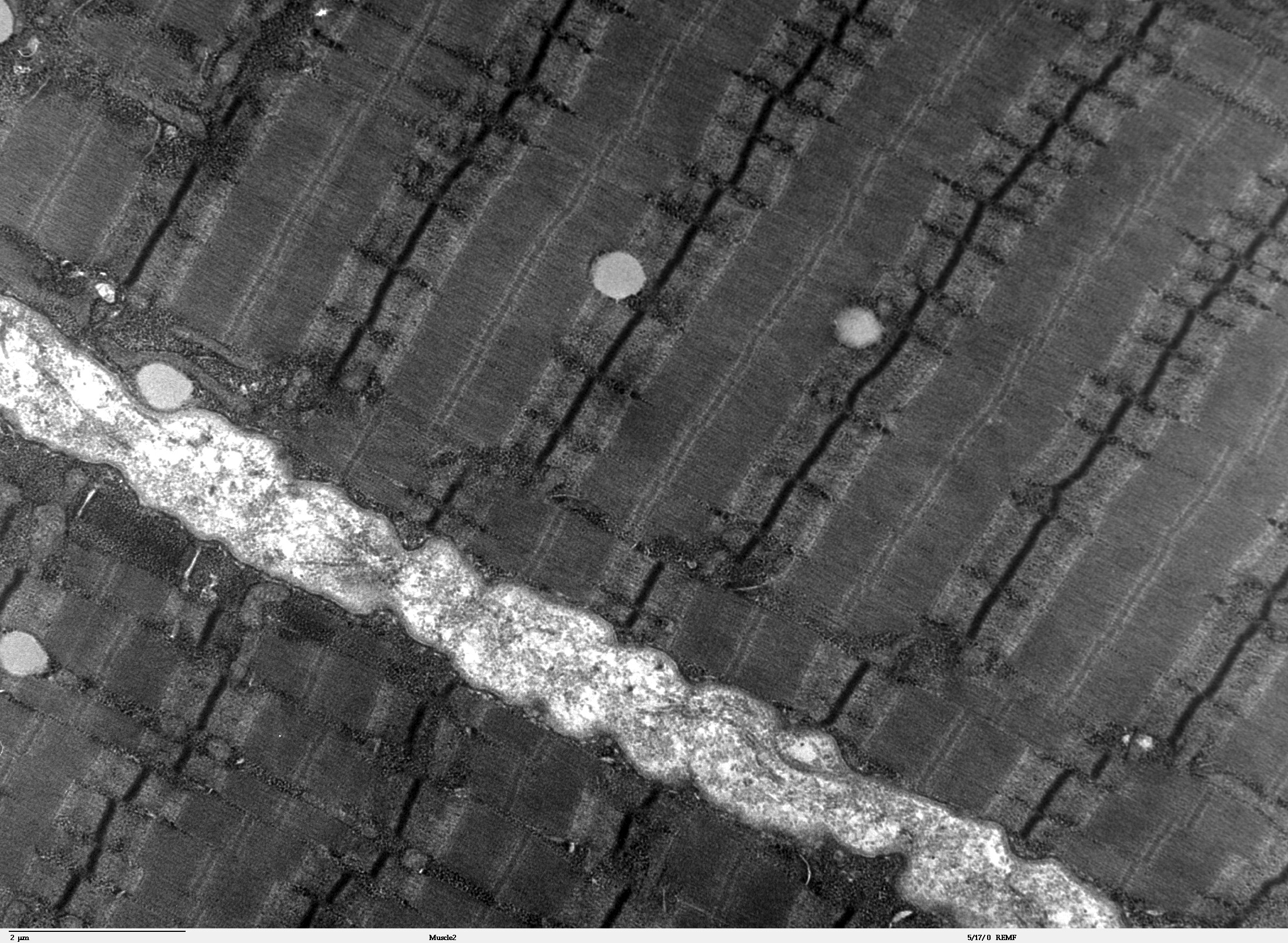
Muskelfibrillen im Elektronenmikroskop

Eine Muskelfibrille oder Myofibrille („Muskelfäserchen“) ist eine Funktionseinheit auf der Ebene eines Zellorganells in einer Muskelfaser oder Muskelzelle und ermöglicht eine aktive Verkürzung (Kontraktion). Sie besteht aus aneinandergereihten Sarkomeren und kann sich in Längsrichtung verkürzen, indem ihre Myofilamente aus Aktin und Myosin sich gegeneinander verschieben.

## Muskelfibrillen bilden Muskelfibrillenbündel
Viele Muskelfibrillen sind innerhalb der Muskelfaser durch das Intermediärfilament Desmin zu Fibrillenbündeln zusammengefasst, die von einer speziellen Ausprägung des Endoplasmatischen Retikulums, dem sarkoplasmatischen Retikulum, umsponnen werden.

## Eine Muskelfibrille besteht aus Sarkomeren

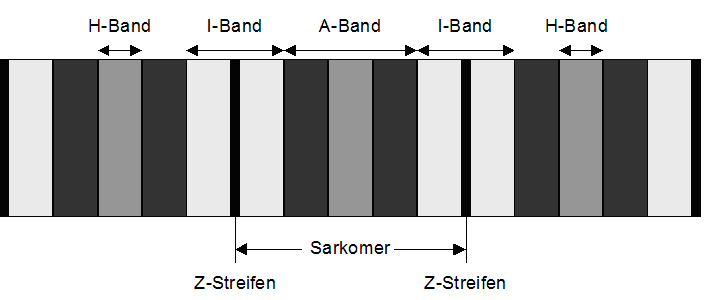
Querstreifung der Muskelfibrille (schematisch)

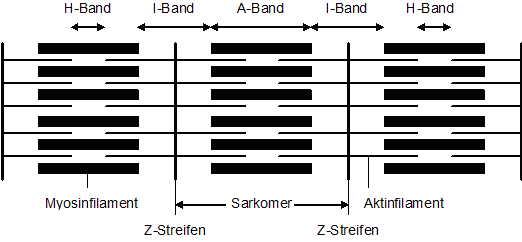
Muskelfibrillen sind aus Sarkomeren zusammengesetzt

Eine Muskelfibrille besteht aus Hunderten hintereinandergeschalteten Baueinheiten mit gleichem inneren Aufbau, den Sarkomeren. Betrachtet man eine Muskelfibrille mit dem Lichtmikroskop, so wird eine typische Querstreifung sichtbar, die durch die regelmäßige Verteilung der Muskelfilamente verursacht wird. Es entsteht ein typisches Bandenmuster.
Die Sarkomere bestehen im Wesentlichen aus parallel angeordneten dicken Proteinfasern, dem Myosin. Zwischen die Myosinfilamente ragen die dünneren Aktinfilamente. Der ganze Komplex wird durch Titin, das größte Protein des menschlichen Körpers, stabilisiert. α-Aktinin bildet in regelmäßigen Abständen feste Anheftungsscheiben, von denen dünne Titin-Fäden ausgehen. Zwischen diesen Fäden liegen die Myosinmoleküle. Ihre Enden überlappen sich mit den Enden der Aktinfäden.

## Die Muskelfibrille verkürzt sich durch Filamentgleiten
Bei einer Kontraktion werden aus dem sarkoplasmatischen Retikulum Calcium-Ionen ausgeschüttet, die zwischen die Myosin- und Aktinfilamente diffundieren. Die Calcium-Ionen (Ca2+) lösen Wechselwirkungen zwischen den Myosin- und Aktinfilamenten aus, so dass sich die Aktinfilamente zwischen die Myosinfilamente schieben (Gleitfilament-Mechanismus der Muskelkontraktion). Dadurch verkürzt sich das einzelne Sarkomer und mit diesem alle Muskelfibrillen einer Muskelfaser. Die Muskelfaser zuckt. Die Verkürzung vieler Muskelfasern führt zur kraftvollen Kontraktion des Muskels.